# باشگاه فوتبال لولیتانو
باشگاه فوتبال لولیتانو (به پرتغالی: Louletano Desportos Clube) یک باشگاه فوتبال حرفه‌ای در کشور پرتغال است که در سال ۱۹۲۳ تأسیس شده‌است.

## ورزشگاه خانگی
این باشگاه فوتبال حرفه‌ای، مسابقات خانگی خود را در ورزشگاه Estádio do Algarve که دارای ظرفیت ۳۰۰۰۰ نفر است برگزار می‌کند.

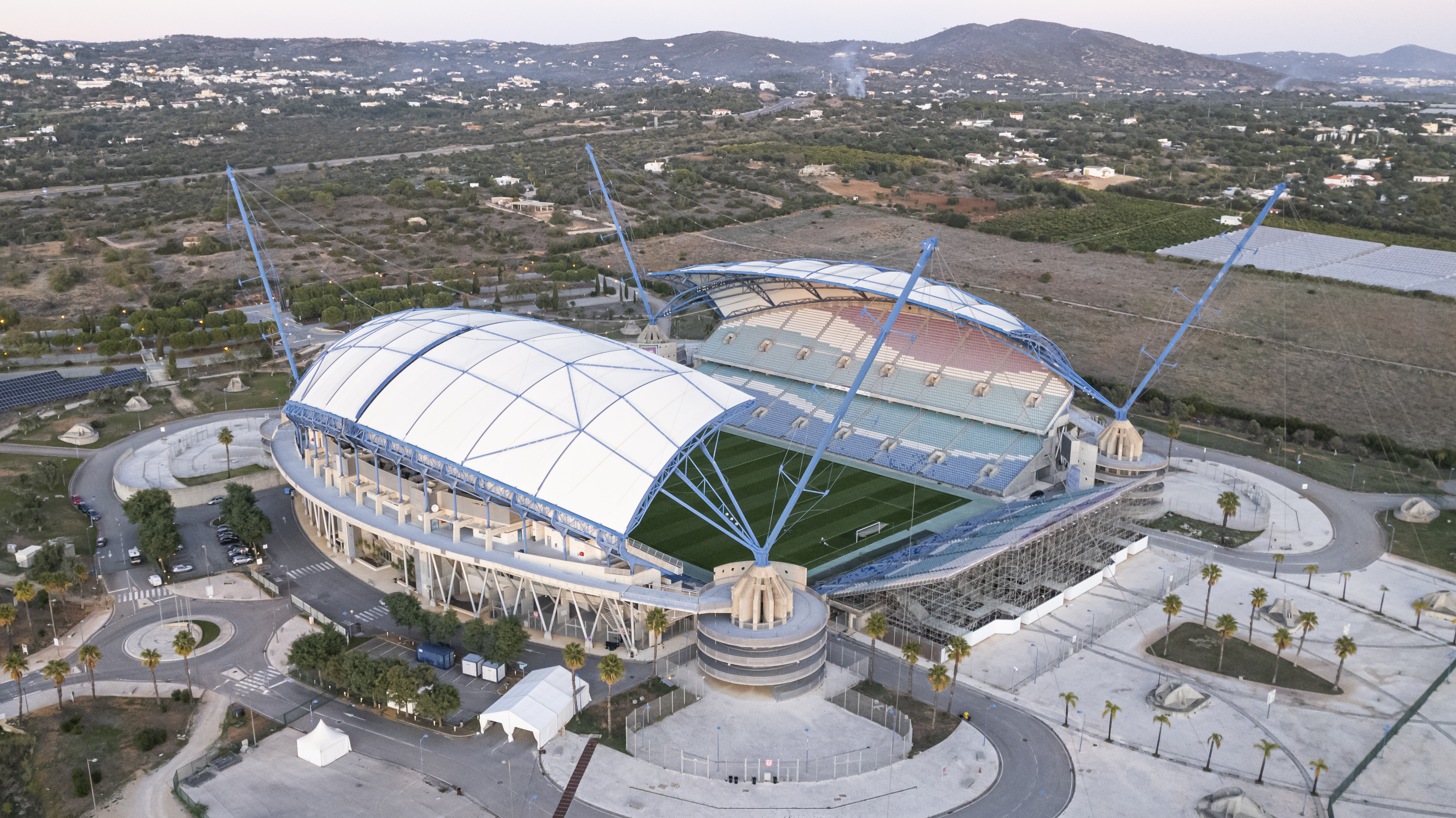
نمای هوایی از ورزشگاه Estádio do Algarve - دسامبر ۲۰۲۱